# Calau becfalçat cellut
El calau becfalçat cellut (Anthracoceros malayanus) és una espècie d'ocell de la família dels buceròtids (Bucerotidae) que habita els boscos de la Península Malaia, Sumatra i Borneo.